# Альбулеві
Альбулеві (Albulidae) — родина променеперих риб, єдина в ряді альбулеподібних (Albuliformes).

## Опис
Альбулеві мають циліндричне тіло із загостреною конічною головою й вилчастим хвостовим плавцем. Тіло покрите досить дрібною лускою. Голова гола, з виступаючим конічним рилом і нижнім ротом. Спина темна, зеленувата, боки й черево срібно-білі, з поздовжніми темними смужками. Є бічна лінія. Зуби на щелепах і піднебінні дрібні, щетиноподібні, але на задній частині піднебіння й на костях унизу порожнини рота тупі, що розмелюють. У серці є артеріальний конус із двома рядами клапанів.

## Спосіб життя
Альбулеві живуть поблизу берегів, входять у затоки й естуарії, тримаються зграйками на мулистих і піщаних ґрунтах. Вони харчуються хробаками, молюсками, крабами, дістаючи їх із ґрунту за допомогою конічного рила.

## Розмноження
Нерест й ікринки їх не вивчені. Альбулеві проходять у розвитку своєрідну передличинкову стадію, для якої характерні довгі, що стирчать уперед зуби, і личинкову стадію — лептоцефала, що нагадує за формою стислий з боків подовжений вербовий лист. Личинкові стадії цього типу особливо характерні, крім альбулевих, для всіх елопоїдних риб, у яких, однак, вони відрізняються будовою хвостового плавця. В альбулевих личинковий метаморфоз виражений особливо сильно. Личинки-лептоцефали досягають довжини 8-9 см, після чого їхня довжина починає зменшуватися, тіло коротшає й товщає, втрачаючи прозорість і приймаючи більше близьку до дорослих форму маленької рибки. Довжина тіла зменшується втроє, і вже із цього моменту починається другий період малькового росту, що закінчується по досягненні статевозрілості й дорослого стану.

## Класифікація
У родині альбулевих три роди — Альбула (Albula), Nemoossis і Pterothrissus з 12 видами.

### Альбула
Альбула (Albula) — космополіт, поширена у всіх тропічних і субтропічних морях, біля берегів Америки від Каліфорнії (Сан-Франциско) до Північного Перу в Тихому океані й від мису Гаттерас (одинично від затоки Фанді) до Ріо-де-Жанейро в Атлантичному океані, на сході Атлантичного океану біля берегів Гвінейської затоки, у Індійському океані в Східній Африці від Наталя до Червоного моря включно, біля острова Маврикій, Сейшельських островів, Індії, Цейлону й у Західної Малайї, у західних водах Тихого океану від півдня Кореї й Південної Японії до Сінгапуру, Північно-Східної Австралії, біля Гавайських островів, Меланезії, Мікронезії й Полінезії. Досягає довжини 90-100 см і ваги 8,3 кг (звичайно до 77 см й 6 кг), ловиться на гачок і неводом, але дуже худа (англійська назва Bonefish — «чахла риба»).
Види
- Albula argentea (Forster, 1801)
- Albula esuncula (Garman, 1899)
- Albula gilberti Pfeiler, van der Heiden, Ruboyianes & Watts, 2011[4]
- Albula glossodonta (Forsskål, 1775)
- Albula goreensis  Valenciennes, 1847
- Albula koreana Kwun & Kim, 2011[5]
- Albula nemoptera (Fowler, 1911)
- Albula oligolepis Hidaka, Iwatsuki & Randall, 2008 (Smallscale bonefish)[6]
- Albula pacifica (Beebe, 1942)
- Albula virgata Jordan & Jordan, 1922
- Albula vulpes (Linnaeus, 1758)

### PterothrissusіNemoossis
Ці роди схожі на альбулу, за винятком того, що поширені в більш глибоких водах.
- Nemoossis belloci Cadenat, 1937
- Pterothrissus gissu Hilgendorf, 1877

## Таксономія
- Ряд Albuliformes Greenwood et al. 1966 sensu Forey et al. 1996 [Albuloidea Hay; Albuloidei; Albulina Günther 1868][2][7][8]

- - Рід †Albulelops Averjanov, Nesov & Udovichenko 1993
  - Рід †Albulidarum [ отоліт ]
  - Рід †Albuloideorum [отоліт]
  - Рід †Brannerion Jordan 1920
  - Рід †Bullichthys Mayrinck, Brito & Otero, 2010
  - Рід †Cyclotomodon Cope 1876
  - Рід †Phosphonatator Cavin  et al. 2000
  - Родина †Phyllodontidae Sauvage 1875 corrig. Jordan 1923 [Phyllodidae Sauvage 1875; Euphyllodontinae Dartevelle & Casier 1943/1949; Pseudophyllodontidae Dartevelle & Casier 1943/1949]
    - Рід †Ardiodus White 1931
    - Підродина †Paralbulinae Estes 1969
      - Рід †Baugeichthys Filleul 2000
      - Рід †Casierius Estes 1969
      - Рід †Paralbula Blake 1940
      - Рід †Pseudoegertonia Dartevelle & Casier 1949 [Eodiaphyodus Arambourg 1952]

    - Підродина †Phyllodontinae Dartevelle & Casier 1949
      - Рід †Egertonia Cocchi 1866
      - Рід †Phyllodus Agassiz 1839

  - Родина Albulidae Bleeker 1849
    - Підродина Pterothrissinae Gill 1893
      - Рід †Chicolepis Cockerell 1919
      - Рід †Hajulia Woodward 1942
      - Рід †Istieus Agassiz 1844  [Histieus Agassiz 1846 ]
      - Рід †Pterothrissidarum Nolf & Dockery 1990 [отоліт]
      - Рід †Thrissipteroides
      - Рід Nemoossis Hidaka, Tsukamoto & Iwatsuki 2016
      - Рід Pterothrissus Hilgendorf 1877  [Bathythrissa Günther 1877 ]

    - Підродина Albulinae Bleeker 1849 [Dixoninidi Fowler 1958; Butirinidi Rafinesque 1810]
      - Рід †Archaealbula Winkler 1878
      - Рід †Eoalbula Frizzell 1965
      - Рід †Cycloides Winkler 1878
      - Рід †Kleinpellia David 1946
      - Рід †Macabi L-Recinos, Cantalice, Caballero-Viñas & Alvarado-Ortega, 2023[9]
      - Рід †Palealbula Frizzell 1965
      - Рід †Prealbula Frizzell 1965
      - Рід †Protalbula Frizzell 1965
      - Рід †Pteralbula Stinton 1973
      - Рід †Lebonichthys Forey 1973
      - Рід †Deltaichthys Fielitz & Bardack 1992
      - Рід Albula Gronow 1763 ex Scopoli 1777 non Osbeck 1765 non Bloch & Schneider 1801 non Catesby 1771 [Atopichthys Garman 1899; Butyrinus Commerson ex Lacépède 1803; Dixonina Fowler 1911; Albula (Dixonina) (Fowler 1911); Esunculus Kaup 1856; Glossodonta Cuvier 1815; Glossodus Agassiz 1828 ex Spix & Agassiz 1829 non Costa 1853 non McCoy 1848; Metalbula Frizzell 1965; Pisodus Owen 1841; Vulpis Catesby 1771; Conorynchus Nozemann 1758 ex Gill 1861 non Bleeker 1863 non Motschousky 1860]